# Гранера
Гране́ра (кат. Granera, вимова літературною каталанською [gɾə'neɾə]) — муніципалітет, розташований в Автономній області Каталонія, в Іспанії. Код муніципалітету за номенклатурою Інституту статистики Каталонії — 80958. Знаходиться у районі (кумарці) Бальєс-Уріантал (коди району — 41 та VR) провінції Барселона, згідно з новою адміністративною реформою перебуватиме у складі Баґарії (округи) Барселона.

## Населення
Населення міста (у 2007 р.) становить 76 осіб (з них менше 14 років — 2,6 %, від 15 до 64 — 76,3 %, понад 65 років — 21,1 %). У 2006 р. народжуваність склала 1 особа, смертність — 0 осіб, зареєстровано 0 шлюбів. У 2001 р. активне населення становило 39 осіб, з них безробітних — 2 особи.

Серед осіб, які проживали на території міста у 2001 р., 63 народилися в Каталонії (з них 17 осіб у тому самому районі, або кумарці), 2 особи приїхали з інших областей Іспанії, а 2 особи приїхали з-за кордону. 

Університетську освіту має 21,2 % усього населення. 

У 2001 р. нараховувалося 32 домогосподарства (з них 46,9 % складалися з однієї особи, 18,8 % з двох осіб,18,8 % з 3 осіб, 12,5 % з 4 осіб, 0 % з 5 осіб, 3,1 % з 6 осіб, 0 % з 7 осіб, 0 % з 8 осіб і 0 % з 9 і більше осіб).

Активне населення міста у 2001 р. працювало у таких сферах діяльності: у сільському господарстві — 8,1 %, у промисловості — 35,1 %, на будівництві — 0 % і у сфері обслуговування — 56,8 %. 

 У муніципалітеті або у власному районі (кумарці) працює 9 осіб, поза районом — 28 осіб.

### Безробіття
У 2007 р. нараховувалося 0 безробітних (у 2006 р. — 0 безробітних).

## Економіка

### Підприємства міста

#### Сфера послуг
| \| Підприємства міста, що працюють у сфері послуг, за діяльністю \| Підприємства міста, що працюють у сфері послуг, за діяльністю \| Підприємства міста, що працюють у сфері послуг, за діяльністю \| \| Рік \| 2002 р. \| 2001 р. \| \| ------------------------------------------------------------- \| ------------------------------------------------------------- \| ------------------------------------------------------------- \| \| Гуртова торгівля \| 0 % \| 0 % \| \| Готелі та готельний бізнес \| 100 % \| 100 % \| \| Транспорт та зв'язок \| 0 % \| 0 % \| \| Посередницькі фінансові послуги \| 0 % \| 0 % \| \| Послуги підприємствам \| 0 % \| 0 % \| \| Послуги фізичним особам \| 0 % \| 0 % \| \| Нерухомість та ін. \| 0 % \| 0 % \| \| Усього підприємств \| 1 \| 1 \| |         |         |
| Підприємства міста, що працюють у сфері послуг, за діяльністю |         |         |
| Рік | 2002 р. | 2001 р. |
| Гуртова торгівля | 0 %     | 0 %     |
| Готелі та готельний бізнес | 100 %   | 100 %   |
| Транспорт та зв'язок | 0 %     | 0 %     |
| Посередницькі фінансові послуги | 0 %     | 0 %     |
| Послуги підприємствам | 0 %     | 0 %     |
| Послуги фізичним особам | 0 %     | 0 %     |
| Нерухомість та ін. | 0 %     | 0 %     |
| Усього підприємств | 1       | 1       |

## Житловий фонд
У 2001 р. 9,4 % усіх родин (домогосподарств) мали житло метражем до 59 м2, 18,8 % — від 60 до 89 м2, 18,8 % — від 90 до 119 м2 і
53,1 % — понад 120 м2.

З усіх будівель у 2001 р. 41,5 % було одноповерховими, 46,3 % — двоповерховими, 12,2 % — триповерховими, 0 % — чотириповерховими, 0 % — п'ятиповерховими, 0 % — шестиповерховими,
0 % — семиповерховими, 0 % — з вісьмома та більше поверхами.

## Автопарк
| \| Автомобілі, зареєстровані у місті, за призначенням \| Автомобілі, зареєстровані у місті, за призначенням \| Автомобілі, зареєстровані у місті, за призначенням \| \| Рік \| 2006 р. \| 2005 р. \| \| -------------------------------------------------- \| -------------------------------------------------- \| -------------------------------------------------- \| \| Приватні автомобілі \| 34,9 % \| 47,1 % \| \| Мотоцикли \| 14 % \| 17,6 % \| \| Вантажівки \| 45,7 % \| 29,4 % \| \| Трактори \| 0 % \| 0 % \| \| Автобуси та ін. \| 5,4 % \| 5,9 % \| \| Усього автомобілів \| 129 шт. \| 85 шт. \| |         |         |
| Автомобілі, зареєстровані у місті, за призначенням |         |         |
| Рік | 2006 р. | 2005 р. |
| Приватні автомобілі | 34,9 %  | 47,1 %  |
| Мотоцикли | 14 %    | 17,6 %  |
| Вантажівки | 45,7 %  | 29,4 %  |
| Трактори | 0 %     | 0 %     |
| Автобуси та ін. | 5,4 %   | 5,9 %   |
| Усього автомобілів | 129 шт. | 85 шт.  |

## Вживання каталанської мови
У 2001 р. каталанську мову у місті розуміли 100 % усього населення (у 1996 р. — 98,2 %), вміли говорити нею 90,9 % (у 1996 р. — 96,5 %), вміли читати 92,4 % (у 1996 р. — 93 %), вміли писати 74,2 % (у 1996 р. — 68,4 %). Не розуміли каталанської мови 0 %.

## Політичні уподобання
У виборах до Парламенту Каталонії у 2006 р. взяло участь 58 осіб (у 2003 р. — 48 осіб). Голоси за політичні сили розподілилися таким чином:
| \| Вибори до Парламенту Каталонії \| Вибори до Парламенту Каталонії \| Вибори до Парламенту Каталонії \| \| Рік \| 2006 р. \| 2003 р. \| \| -------------------------------------- \| ------------------------------ \| ------------------------------ \| \| Конвергенція та Єднання (CiU) \| 60,3 % \| 54,2 % \| \| Соціалістична партія Каталонії (PSC) \| 19 % \| 22,9 % \| \| Народна партія (PP) \| 1,7 % \| 4,2 % \| \| Ініціатива за зелену Каталонію (IC) \| 5,2 % \| 0 % \| \| Республіканська лівиця Каталонії (ERC) \| 13,8 % \| 18,8 % \| \| Громадянська партія (C's) \| 0 % \| 0 % \| \| Інші \| 0 % \| 0 % \| |         |         |
| Вибори до Парламенту Каталонії |         |         |
| Рік | 2006 р. | 2003 р. |
| Конвергенція та Єднання (CiU) | 60,3 %  | 54,2 %  |
| Соціалістична партія Каталонії (PSC) | 19 %    | 22,9 %  |
| Народна партія (PP) | 1,7 %   | 4,2 %   |
| Ініціатива за зелену Каталонію (IC) | 5,2 %   | 0 %     |
| Республіканська лівиця Каталонії (ERC) | 13,8 %  | 18,8 %  |
| Громадянська партія (C's) | 0 %     | 0 %     |
| Інші | 0 %     | 0 %     |